# Mariana Henriques
Mariana Henriques (sinh ngày 27 tháng 7 năm 1994) là một vận động viên bơi lội người Angola. Cô đã tham dự Thế vận hội Mùa hè 2012 ở môn tự do 50 m, nhưng không thể lọt vào trận chung kết.